# 社会自由主义
社會自由主義（英語：Social Liberalism），又稱新政自由主義（英語：New Deal Liberalism）、現代自由主義（英語：Modern Liberalism）、左翼自由主義（德語：Linksliberalismus）、革新自由主義（英語：Reform Liberalism）或福利自由主義（英語：Welfare Liberalism）是一種偏向社會公平及經濟干預的自由主義，接近社会民主主义及進步主義，其學說在經濟上採取凱恩斯主義的消費經濟學，強調政府干預市場經濟；社會哲學上它看重公平多於效率，主張發展福利主義和社會規劃。社會自由主義總是与福利國家相聯繫。

## 历史
在英國，十九世紀末和二十世紀初，一群被稱為“社會自由主義者”的思想家提出反對自由放任的古典自由主義的主張，主張國家干預社會，經濟和文化生活，將個人自由視為只有在有利的社會環境下才能實現的自由，屬於中間派或中間偏左的政治思想。在罗斯福新政之后，其新政思想结合更早以前的带社会主义色彩的自由主义，在后来体系化后，即成为社会自由主义。二战后社会自由主义运动常与和工人阶级、工会运动联系在一起，代表人物是托馬斯·希爾·格林。

## 主张
- 作為自由主義的一個分支，社會自由主義主張社會必須保護所有公民的自由和機會。[1][4][5]
- 社会自由主义者主张自由市场与福利主义并行，即在自由的市场竞争的前提下，政府进行适当的干预与监督。社會自由主义者主张的是對最低工资和标准工作时间的立法、自由组织工会的权利、失业与健康保险，为所有人改善並提供受高等教育的机会等。[1][4][5][6]
- 在此過程中，它接受一些經濟事務上的限制，例如與經濟壟斷和監管機構作鬥爭的反托拉斯法或旨在確保所有人的經濟機會的最低工資法。它還期望合法政府在稅收的支持下提供基本水平的福利、工作、健康和教育，目的是使人們的才能得到最好的利用，除了捍衛公共利益之外，還能夠防止革命。[1][6]
- 社會自由主義既拒絕了最極端的資本主義形式，又拒絕了社會主義流派的革命分子，而是強調積極自由，試圖通過政府管制來增強社會中窮人和弱勢社群的積極自由。[1][2][5][7]
- 支持具國際主義色彩的外交政策，以保護及推廣人權，並支持有效的多邊主義及國際合作。
- 贊成現世主義和開放社會政策，雖然在這方面程度不盡相同，但皆支持LGBT權利、性別平等和女性自主生育權，部分容許供消遣用的藥物如大麻等，但或會因為政治上的考量而反對。[1][4][5]
- 支持移民和多元文化政策，消除種族歧視，以及訂立嚴格的環境保護的法規。[1][4][5][7]

## 政黨

#### 歐洲
在歐洲的社會自由主義絕大多數是中小型中間偏左或中間派政黨。曾和議會多數黨合作的例子包括英國的自由民主黨，荷蘭的民主66和丹麥社會自由黨。在歐洲大陸政治中，社會自由主義被納入歐洲議會的“復興歐洲”組織，這是議會中的第三大組織。

#### 美國
在美國，社會自由主義一詞用於將其與古典自由主義或自由放任主義區別開來，其中古典自由主義影響美國早期一百多年的政治和經濟思想，直到經濟大蕭條和羅斯福新政，社會自由主義才逐漸發揮影響力，並成為民主黨的主流。自巴拉克·奧巴馬就任總統後社會自由主義在美國的影響力達到巔峰，以前任民主黨眾議院議長蘭茜·佩洛西為首的國會議員，全力支持包括「健保改革」、「移民改革」等議案，同時他們也支持「開放」的社會政策。

#### 英国
社会自由主义是英国工党的自由观，英国工党的具体政策和竞选理念包含了社会自由主义的自由观，为大多数人的自由提供机会保障是英国工党的基本原则。

#### 加拿大
加拿大自由黨推崇社會自由主義，其中以擁護個人自由、包容的多元價值觀，樂於接收移民和推動社區種族共融；在賈斯汀·皮耶·占士·杜魯多的領導下改為有條件地容忍社會自由主義，但個人自由在與進步價值相抵觸時必須無條件退讓。擴大徵收碳稅範圍、加速發展清潔能源產業等，以及實現《巴黎協議》減排目標是該黨現行的政策。

#### 中華民國（臺灣）
，其主要政见包括尊重私有财产、维护生态环境、建立福利社会等亦与社会自由主义意识形态相若。
也有評論者認為台灣民眾黨接近「當代自由主義」，將政府打造為一台使國家經濟順暢運轉的輔助機器，對於社會福利方面十分著重，不只要自由，也力求平等。其黨派之政治理念以尊重現有體制為原則，擅長用溫和的方式著手改革，以施政效益為最終導向。

## 注解
^  注解1：由于中文裡的新自由主义主要指自由市場經濟的neoliberalism，因此本文采用使用频率第二的“社会自由主义”来称呼此處所稱之new liberalism。

## 外部連結
- 崔之元：〈自由社會主義與中國的未來〉 （页面存档备份，存于）（2008年）